# Palamaner
Palamaner est une ville du district de Chittoor dans l'État d'Andhra Pradesh en Inde. 
Selon le recensement de l'Inde de 2011, la localité compte une population de 54 035 habitants.